# Opdenbosch-Mangabe
Die Opdenbosch-Mangabe (Lophocebus opdenboschi) ist eine Primatenart aus der Familie der Meerkatzenverwandten (Cercopithecidae). Sie wurde früher und wird auch heute noch manchmal als Unterart der Schopfmangabe geführt.
Die Art ist nach dem belgischen Tierpräparator Armand Opdenbosch benannt.

## Merkmale
Opdenbosch-Mangaben sind relativ schlanke Primaten mit langen Beinen und einem langen Schwanz. Ihr Fell ist schwarz gefärbt und länger als das der Schopfmangabe. An der Oberseite des Kopfes befindet sich ein flacher Haarschopf, an den Wangen verlängerte Backenhaare. Im Gegensatz zur Schopfmangabe sind die Backenhaare nicht gebogen und nicht grau gefärbt und der Haarschopf ist flacher und nicht pyramidenförmig.

## Lebensraum und Lebensweise

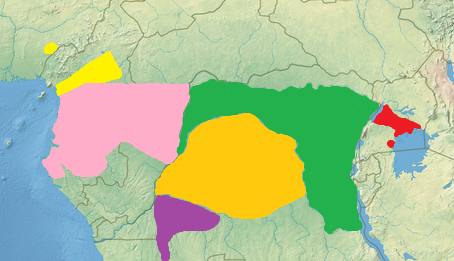
Die Verbreitungsgebiete der Schwarzmangaben:
Grauwangenmangabe
Uganda-Mangabe
Osman-Hill-Mangabe
Johnston-Mangabe
Schopfmangabe
Opdenbosch-Mangabe

Diese Tiere leben im Südwesten der Demokratischen Republik Kongo und in den angrenzenden Teilen Angolas. Ihr Lebensraum sind Wälder, vorwiegend tropische Regenwälder an den Ufern von Kwilu, Kwango und Wamba.
Über die Lebensweise ist wenig bekannt, vermutlich stimmt sie mit der der Schopfmangaben überein. Demzufolge sind sie tagaktive Baumbewohner, die selten auf den Boden und leben in kleinen Gruppen. Die Nahrung dürfte vorwiegend aus Früchten, Nüssen und Kleintieren bestehen.
Waldrodungen und die Bejagung wegen ihres Fleisches stellen Gefährdungen für diese Tiere dar. Genaue Angaben zum Gefährdungsgrad gibt es nicht, die IUCN listet die Art aber unter „zu wenig Daten vorhanden“ (data deficient).